# HOT'n HOT お気に入りに追加!
HOT'n HOT お気に入りに追加!（ホッツンホット おきにいりについか）は2004年4月から2005年3月まで放送したニッポン放送のラジオ番組。

## 概要
放送時間は月曜から金曜までの22:00 - 24:00。いままでのニッポン放送のこの時間帯はヤング向けの番組を中心としてきたが、ヤングアダルト層を強く意識した情報番組となっていた。毎日、その日に送られたメールやファックスの投稿者の中から抽選で1名に明治のガム、キシリッシュがプレゼントされた。また、前番組の『オールナイトニッポンいいネ!』までつけられた「オールナイトニッポン」レーベルは外された。
2004年春の改編の際、垣花はLFクールK名義で出ていた『ゲルゲットショッキングセンター』の終了以来8年ぶりに当該時間帯に復帰し、夕方から夜の担当になりこの番組を担当する事になった。（夕方の担当だった森永卓郎は朝に、朝の担当だった高嶋秀武は夕方に変わった）
2004年9月27日からは直前の時間帯にHOT'n HOT もうすぐお気に入りに追加!という前座番組がスタートしたが、こちらはニッポン放送のみの放送であった。
2004年11月8日からは毎週月曜日から木曜日までは日替わりコメンテーターゲストが登場し（金曜日は、垣花がスタジオを出て生放送）、番組ジングル・BGM・コーナーなどを一新した。また、リニューアルしてから、垣花は番組名を『垣花正のHOT'n HOT お気に入りに追加!』と言っていた（月曜日のみ『渡辺真理と垣花正の-』と言っていた）。
尚、番組後期頃から同局はレイティング期間中に限り、同番組の放送を行わず、比較的安定した聴取率が期待できるニッポン放送の昼間のワイド番組を増刊号という形で放送していた（『高田文夫のラジオビバリー昼ズ』、『テリー伊藤のってけラジオ』、『鶴光・美和子噂のゴールデンリクエスト』、『森永卓郎と垣花正の夜もモリタク!もりだくSUN』、『アッコのいいかげんに1000回増刊号』の5番組だが、鶴光は例外）。（ただネット局に関しては、通常通りに同番組を裏送りで放送している。）また、『森永卓郎と垣花正のHOT'n HOT お気に入りに追加!』として森永卓郎とともにスペシャル版で放送されたこともある。
2004年3月29日に放送を開始したが、わずか1年で打ち切られた。全国ネットでは2005年3月24日で終了した。ただしニッポン放送以外のネット局（一部を除く）では翌3月25日に番外編が放送された（詳細は後述）。
この番組で人気コーナーだった「ゴージャス&不景気川柳」は扶桑社から『金持ち川柳　貧乏川柳』として発売された。

## 出演者
- パーソナリティ
  - 垣花正（放送当時：ニッポン放送アナウンサー）

垣花は1995年11月から1999年3月にかけてこの時間帯に放送していた『ゲルゲットショッキングセンター』にマイクネーム『LFクールK』として出演していた。この時間帯の番組を担当するのは5年振りのことであった。
- アシスタント
  - 西田裕美（2004年4月 - 2005年3月）

ただし、番組終了まで『ナレーターのお姉さん』として出演し、正体不明のままで通した。2005年4月に始まった西田の番組で当番組のアシスタントをしていた事を公表した。なお、垣花と西田はこの番組がきっかけで後に結婚することとなる。
- パートナー
  - 月／渡辺真理（キャスター）
  - 火／福田和也（文芸評論家・慶應義塾大学教授）
  - 水／浜田和幸（国際政治経済学者）、嵜山潤一郎（受験解説講師）
  - 木／神浦元彰（軍事ジャーナリスト）、デーモン小暮（タレント・歌手）

なお、太字の人物のほうは、当初のパートナーとされていた。

## 主要コーナー

### 1年間放送したコーナー
- ニュース&スポーツ情報（10時台、リニューアル前は11時台（金曜日を除く）も放送した）
- お気に入りファイル （リニューアル前は垣花の特集）
  - THE・インタビュー（月曜）
  - 悪魔のBOOKランキング（火曜）
  - 世界ビックリニュース（水曜）
  - 感動ヒストリー（木曜）

### リニューアル前のコーナー
- メールカキまくり!（月曜 - 金曜）
  - 会社もツラいよ!（月曜）
  - 男と女（火曜）
  - 町のサムライ（水曜）
  - 見た恥・かいた恥（木曜）
  - HOT'n最高裁判SHOW!（金曜）
- HOT'nエンターテイメント
  - その時あなたは（月曜）
  - 未確認ですが!（月曜、リニューアル後は水曜）
  - エイリアンVSプレデター夢の対決（木曜）
- HOT'n MLB（月曜 - 金曜）
- HOT'nインタビュー（月曜 - 金曜）
- PRIDEオフィシャルステージ（金曜）
- クレイジーケンのィ夜のラジオ（月曜 - 金曜）

### リニューアル後のコーナー
- 垣花正のニュース今日１番（月曜 - 木曜）
- ちょっと言わせてリクエスト（月曜 - 木曜）※男はつらいよリクエストが先祖。
- 週刊!垣花ニュース（月曜）
- 先駆け!ダンディー塾（火曜）
- 福田部長のトンカツ部（火曜）
- HOT'n バンドブラザーズ選手権大会（水曜）
- 軍事だヨ!全員集合!（木曜）
- 川柳のコーナー
  - ゴージャス&不景気川柳（月曜 - 木曜）
  - オヤジギャグ川柳（水曜）
  - 漫画ゴージャス&不景気川柳（木曜）

## ネット局
開始当初は全国26局ネットだったが、2004年8月に中国放送（広島県）が自社製作番組「前頭のぶちかましRADIO」・「秘密の音園」を10時台に移動・拡大によりネット終了し、25局ネットになった。
2004年9月27日から茨城放送が新たに加わり、再び26局ネットになった。
ちなみに、前番組の「オールナイトニッポンいいネ!」までは南海放送も放送していたため、27局ネットだった。
なお、北日本放送は、この番組を最後にニッポン放送の平日22時枠の同時ネットから離脱した。

### ネット局一覧
| STVラジオ    | 青森放送      | IBC岩手放送（※） | 山形放送   | ラジオ福島 |
| 茨城放送     | 信越放送（※） | 山梨放送         | 北日本放送 | 北陸放送   |
| 福井放送     | 静岡放送      | 東海ラジオ       | KBS京都    | ラジオ関西 |
| 和歌山放送   | 山陰放送      | 山口放送         | 西日本放送 | 高知放送   |
| 九州朝日放送 | 長崎放送      | 熊本放送         | 大分放送   | 宮崎放送   |

- （※）IBC岩手放送では金曜日に限り23:00 - 24:00の短縮放送。また、信越放送では火 - 金曜日の放送。

## 備考
- 2004年6月3日の放送は沖縄県平良市（現在の宮古島市）の垣花正の実家から生放送した。
- 2005年1月17日の放送は阪神・淡路大震災関連の特別放送としてラジオ関西から生放送した。
- 2005年3月18日の放送は愛知万博関連の特別放送として東海ラジオ放送から生放送した。

## HOT'n HOT もうすぐお気に入りに追加!
HOT'n HOT もうすぐお気に入りに追加!は、ニッポン放送のラジオ番組である。HOT'n HOT お気に入りに追加!の事前番組・姉妹番組で放送開始は2004年9月27日。
放送時間は月曜日から木曜日までの21時から22時でパーソナリティは当時ニッポン放送アナウンサーの垣花正。ニッポン放送のみの放送であった。

### 主なコーナー
- HOT'nギャザ
  - ニッポン放送の携帯電話情報サービスの企画。毎日そのコーナーで紹介された商品を買う人が多くなると値段が下がるシステムを使った通信販売。
- HOT'nお気に入りランキング
- 有楽町エンタメデリバー
- Mr.インクレディブルを探せ!!(月曜日)
- クイズセンター正（火曜日）

翌水曜日の朝日新聞朝刊から出題し、リスナーに答えてもらう。
- HOT'n先物買い！（水曜日）
- HOT'n アイドル研究所（水曜日）
- 男のヘアレボリューション2005（水曜日）
- 垣花隊長の教えて!万博（木曜日）

## 番外編

### 番外編について
2005年3月25日（金曜日）にHOT'n HOT お気に入りに追加！番外編を放送した。
前日の24日（木曜日）に全国ネットでの放送は終了したが、サッカー中継を放送していたキー局ニッポン放送を除くネット局のみで番外編が裏送りで放送された。

### パーソナリティ
メインパーソナリティ
- ナレーターのお姉さん

アシスタント
- 垣花正

### 限定企画
- ナレーターのお姉さんに言って欲しい台詞
- ナレーターのお姉さんが選ぶHOT'n思い出ベスト5
- 垣花正が選ぶHOT'n思い出ベスト3

### HOT'n思い出ベスト3とベスト5
- 垣花正が選ぶHOT'n思い出ベスト3
  - 1位 / 五木寛之に気に入られてTBSラジオに出かかる
  - 2位 / 中島みゆきから手紙をもらった
  - 3位 / 飲み会で高橋シュウイチ（漢字不明）逆ギレ事件
- お姉さんが選ぶHOT'n思い出ベスト5
  - 1位 / 真珠の粉
  - 2位 / 指が太いと言われた末に舐められた
  - 3位 / 帰りのタクシーの中でアゴが外れた
  - 4位 / 数々の言い間違い
  - 5位 / 生放送中にパンストを脱いだ

### かかった曲
- スキマスイッチ / 『全力少年』
- アンダーグラフ / 『ツバサ』
- Mr.Children / 『星になれたら』
- サザンオールスターズ / 『To You』
- BOØWY / 『わがままジュリエット』
- Cocco / 『強く儚い者たち』

### その他
- ニッポン放送や他のラジオ局はサッカー中継や特番を放送していたため、リスナーからのメールで「サッカーなんてどうでもいい」というメールが2通紹介され、垣花正が「今日のメールには『サッカー？何ですかそれは』というものを一行添えてメールください」と言った。その後の届いた全てのメールには「サッカー？何ですかそれは」という内容の言葉がいっぱいだった。
- 番組内のジングルが、リニューアル前のジングルとリニューアル後のジングルが交互に使用された。
- HOT'n HOTお気に入りに追加！のかつてのコーナー、「お気に入りファイル」で何らかのクイズなどで、答えを間違えたとき罰ゲームとして真珠の粉を食べるというものがあった。一旦消えたかと思われていた真珠の粉だが、この日の番外編でリスナーのリクエストでナレーターのお姉さんが自ら持っていた、真珠の粉を垣花正が約半年振りに食べ、あまりの苦さに絶叫した。これもまたリスナーのリクエストでナレーターのお姉さんも真珠の粉を食べた。番組の最後に垣花正がもう1回真珠の粉を食べ、1年間の放送を終了した。

| ニッポン放送 平日夜ワイド番組（22 - 23時台）                                      | ニッポン放送 平日夜ワイド番組（22 - 23時台） | ニッポン放送 平日夜ワイド番組（22 - 23時台） |
| 前番組                                                                            | 番組名                                       | 次番組                                       |
| --------------------------------------------------------------------------------- | -------------------------------------------- | -------------------------------------------- |
| オールナイトニッポンいいネ!（月 - 木）SHOGOのオールナイトニッポンフライデー（金） | HOT'n HOT お気に入りに追加!                  | デーモン小暮 ニッポン全国 ラジベガス         |